# Петер Шмейхель
Петер Гансен Болеслав Шмейхель (дан. Peter Hansen Bolesław Schmeichel, нар. 18 листопада 1963, Гладсаксе, Копенгаген) — колишній данський футболіст, «Найкращий воротар світу» 1992 і 1993 років. Найбільше відомий за його виступами в англійському клубі «Манчестер Юнайтед», з яким він, бувши капітаном, виграв у 1999 році Лігу чемпіонів УЄФА, Прем'єр-лігу Англії і Кубок Англії. У складі данської національної команди виграв Євро-92. Є рекордсменом збірної Данії за кількістю проведених у її складі матчів (129).

## Біографія
За час своєї кар'єри, Шмейхель забив 11 голів, в тому числі один за данську національну команду, велике досягнення для воротаря. Провів найбільшу кількість ігор за збірну Данії (129 ігор у період з 1987 по 2001 роки). Крім Євро-92, грав за свою країну на чемпіонаті світу 1998 і трьох інших європейських турнірах. Був капітаном збірної в 30 матчах.
Він був одним із 13 гравців не з Британських островів, що грали в перший вікенд англійської Прем'єр-ліги.
Його син, Каспер Шмейхель, також професійний футболіст, і також грає на позиції воротаря.

## Досягнення

### Командні
- Чемпіон Європи: 1992
- Переможець Ліги чемпіонів: 1998/99
- Переможець Міжконтинентального кубка: 1999
- Переможець Суперкубка Європи: 1991
- Переможець Кубка Інтертото: 2001
- Чемпіон Данії (4): 1987, 1988, 1990, 1991
- Володар Кубка Данії: 1988/89
- Чемпіон Англійської Прем'єр-ліги (5): 1992/93, 1993/94, 1995/96, 1996/97, 1998/99
- Володар Кубка Англії (3): 1993/94, 1995/96, 1998/99
- Володар Кубка Ліги: 1991/92
- Володар Суперкубка Англії (4): 1993, 1994, 1996, 1997
- Чемпіон Португалії: 1999/2000
- Володар Суперкубка Португалії: 2000

### Особисті
- 7-ме місце серед найкращих воротарів XX сторіччя (за версією IFFHS)
- Найкращий воротар світу 1992, 1993 років (за версією IFFHS)
- Другий воротар світу 1995, 1999 років (за версією IFFHS)
- Третій воротар світу 1997 року (за версією IFFHS)
- Найкращий воротар європейського сезону 1997/98 (за версією УЄФА)
- Найкращий футболіст Данії 1990, 1993, 1999 років
- Включений у Зал слави англійського футболу: 2003
- Входить у список ФІФА 100

## Статистика виступів

### Матчі за збірну
| Дата       | Місто          | Господарі            | Результат        | Гості                | Турнір                | Голи    | Примітки |
| ---------- | -------------- | -------------------- | ---------------- | -------------------- | --------------------- | ------- | -------- |
| 20/05/1987 | Лівадія        | Греція               | 0 – 5            | Данія                | товариський матч      | -       |          |
| 10/06/1987 | Ольборг        | Данія                | 8 – 0            | Ірландія             | товариський матч      | -       |          |
| 3/09/1987  | Клуж-Напока    | Румунія              | 1 – 2            | Данія                | товариський матч      | -1      |          |
| 28/10/1987 | Щецин          | Польща               | 0 – 2            | Данія                | товариський матч      | -       |          |
| 18/11/1987 | Оснабрюк       | ФРН                  | 1 – 1            | Данія                | товариський матч      | -1      |          |
| 30/03/1988 | Лілль          | Франція              | 1 – 0            | Данія                | товариський матч      | -1      |          |
| 20/04/1988 | Ольборг        | Данія                | 4 – 0            | Сенегал              | товариський матч      | -       |          |
| 10/05/1988 | Будапешт       | Угорщина             | 2 – 2            | Данія                | товариський матч      | -2      |          |
| 18/05/1988 | Орхус          | Данія                | 3 – 0            | Португалія           | товариський матч      | -       |          |
| 5/06/1988  | Оденсе         | Данія                | 3 – 1            | Бельгія              | товариський матч      | -1      |          |
| 14/06/1988 | Гельзенкірхен  | ФРН                  | 2 – 0            | Данія                | ЧЄ 1988 - 1-й етап    | -2      |          |
| 17/06/1988 | Кельн          | Італія               | 2 – 0            | Данія                | ЧЄ 1988 - 1-й етап    | -2      |          |
| 31/08/1988 | Стокгольм      | Швеція               | 1 – 2            | Данія                | товариський матч      | -1      |          |
| 28/09/1988 | Копенгаген     | Данія                | 1 – 0            | Ісландія             | товариський матч      | -       |          |
| 19/10/1988 | Афіни          | Греція               | 1 – 1            | Данія                | Відбір до ЧС 1990     | -1      |          |
| 2/11/1988  | Копенгаген     | Данія                | 1 – 1            | Болгарія             | Відбір до ЧС 1990     | -1      |          |
| 8/02/1989  | Валлетта       | Мальта               | 0 – 2            | Данія                | товариський матч      | -       |          |
| 10/02/1989 | Гельсінкі      | Фінляндія            | 0 – 0            | Данія                | товариський матч      | -       |          |
| 12/02/1989 | Оран           | Алжир                | 0 – 0            | Данія                | товариський матч      | -       |          |
| 22/02/1989 | Піза           | Італія               | 1 – 0            | Данія                | товариський матч      | -1      |          |
| 12/04/1989 | Ольборг        | Данія                | 2 – 0            | Канада               | товариський матч      | -       |          |
| 26/04/1989 | Софія          | Болгарія             | 0 – 2            | Данія                | Відбір до ЧС 1990     | -       |          |
| 17/05/1989 | Копенгаген     | Данія                | 7 – 1            | Греція               | Відбір до ЧС 1990     | -1      |          |
| 7/06/1989  | Копенгаген     | Данія                | 1 – 1            | Англія               | товариський матч      | -1      |          |
| 23/08/1989 | Брюгге         | Бельгія              | 3 – 0            | Данія                | товариський матч      | -3      |          |
| 6/09/1989  | Амстердам      | Нідерланди           | 2 – 2            | Данія                | товариський матч      | -2      |          |
| 11/10/1989 | Копенгаген     | Данія                | 3 – 0            | Румунія              | Відбір до ЧС 1990     | -       |          |
| 15/11/1989 | Бухарест       | Румунія              | 3 – 1            | Данія                | Відбір до ЧС 1990     | -3      |          |
| 5/02/1990  | Дубай          | ОАЕ                  | 1 – 1            | Данія                | товариський матч      | -1      |          |
| 14/02/1990 | Каїр           | Єгипет               | 0 – 0            | Данія                | товариський матч      | -       |          |
| 11/04/1990 | Копенгаген     | Данія                | 1 – 0            | Туреччина            | товариський матч      | -       |          |
| 15/05/1990 | Лондон         | Англія               | 1 – 0            | Данія                | товариський матч      | -1      |          |
| 30/05/1990 | Кайзерслаутерн | ФРН                  | 1 – 0            | Данія                | товариський матч      | -1      |          |
| 5/09/1990  | Вестерос       | Швеція               | 0 – 1            | Данія                | товариський матч      | -       |          |
| 11/09/1990 | Копенгаген     | Данія                | 1 – 0            | Уельс                | товариський матч      | -       |          |
| 10/10/1990 | Копенгаген     | Данія                | 4 – 1            | Фарерські острови    | Відбір до ЧЄ 1992     | -1      |          |
| 17/10/1990 | Белфаст        | Північна Ірландія    | 1 – 1            | Данія                | Відбір до ЧЄ 1992     | -1      |          |
| 14/11/1990 | Копенгаген     | Данія                | 0 – 2            | Югославія            | Відбір до ЧЄ 1992     | -2      |          |
| 1/05/1991  | Белград        | Югославія            | 1 – 2            | Данія                | Відбір до ЧЄ 1992     | -1      |          |
| 5/06/1991  | Оденсе         | Данія                | 2 – 1            | Австрія              | Відбір до ЧЄ 1992     | -1      |          |
| 12/06/1991 | Турин          | Італія               | 2 – 0            | Данія                | товариський матч      | -2      |          |
| 15/06/1991 | Валенсія       | Іспанія              | 4 – 0            | Данія                | товариський матч      | -4      |          |
| 25/09/1991 | Ландскруна     | Фарерські острови    | 0 – 4            | Данія                | Відбір до ЧЄ 1992     | -       |          |
| 9/10/1991  | Прага          | Чехословаччина       | 0 – 3            | Данія                | Відбір до ЧЄ 1992     | -       |          |
| 13/11/1991 | Оденсе         | Данія                | 2 – 1            | Чехословаччина       | Відбір до ЧЄ 1992     | -1      |          |
| 29/04/1992 | Орхус          | Данія                | 1 – 0            | Норвегія             | товариський матч      | -       |          |
| 3/06/1992  | Брондбю        | Данія                | 1 – 1            | Швеція               | товариський матч      | -       |          |
| 11/06/1992 | Мальме         | Данія                | 0 – 0            | Англія               | ЧЄ 1992 - 1-й етап    | -       |          |
| 14/06/1992 | Стокгольм      | Швеція               | 1 – 0            | Данія                | ЧЄ 1992 - 1-й етап    | -1      |          |
| 17/06/1992 | Мальме         | Франція              | 1 – 2            | Данія                | ЧЄ 1992 - 1-й етап    | -1      |          |
| 22/06/1992 | Гетеборг       | Нідерланди           | 2 – 2 (4-5 п.п.) | Данія                | ЧЄ 1992 - півфінал    | -2      |          |
| 26/06/1992 | Гетеборг       | Данія                | 2 – 0            | Німеччина            | ЧЄ 1992 - Фінал       | -       |          |
| 26/08/1992 | Рига           | Латвія               | 1 – 1            | Данія                | Відбір до ЧС 1994     | -1      |          |
| 9/09/1992  | Копенгаген     | Данія                | 1 – 2            | Швейцарія            | товариський матч      | -2      |          |
| 23/09/1992 | Вільнюс        | Литва                | 0 – 0            | Данія                | Відбір до ЧС 1994     | -       |          |
| 14/10/1992 | Копенгаген     | Данія                | 0 – 0            | Ірландія             | Відбір до ЧС 1994     | -       |          |
| 18/11/1992 | Белфаст        | Північна Ірландія    | 0 – 1            | Данія                | Відбір до ЧС 1994     | -       |          |
| 24/02/1993 | Мар-дель-Плата | Аргентина            | 1 – 1            | Данія                | товариський матч      | -1      |          |
| 31/03/1993 | Копенгаген     | Данія                | 1 – 0            | Іспанія              | Відбір до ЧС 1994     | -       |          |
| 14/04/1993 | Копенгаген     | Данія                | 2 – 0            | Латвія               | Відбір до ЧС 1994     | -       |          |
| 28/04/1993 | Дублін         | Ірландія             | 1 – 1            | Данія                | Відбір до ЧС 1994     | -1      |          |
| 2/06/1993  | Копенгаген     | Данія                | 4 – 0            | Албанія              | Відбір до ЧС 1994     | -       |          |
| 25/08/1993 | Копенгаген     | Данія                | 4 – 0            | Литва                | Відбір до ЧС 1994     | -       |          |
| 8/09/1993  | Тирана         | Албанія              | 0 – 1            | Данія                | Відбір до ЧС 1994     | -       |          |
| 17/11/1993 | Севілья        | Іспанія              | 1 – 0            | Данія                | Відбір до ЧС 1994     | -1      |          |
| 9/03/1994  | Лондон         | Англія               | 1 – 0            | Данія                | товариський матч      | -1      |          |
| 26/05/1994 | Копенгаген     | Данія                | 1 – 0            | Швеція               | товариський матч      | -       |          |
| 1/06/1994  | Осло           | Норвегія             | 2 – 1            | Данія                | товариський матч      | -2      |          |
| 17/08/1994 | Копенгаген     | Данія                | 2 – 1            | Фінляндія            | товариський матч      | -1      |          |
| 7/09/1994  | Скоп'є         | Північна Македонія   | 1 – 1            | Данія                | Відбір до ЧЄ 1996     | -1      |          |
| 12/10/1994 | Копенгаген     | Данія                | 3 – 1            | Бельгія              | Відбір до ЧЄ 1996     | -1      |          |
| 16/11/1994 | Барселона      | Іспанія              | 3 – 0            | Данія                | Відбір до ЧЄ 1996     | -3      |          |
| 29/03/1995 | Лімасол        | Кіпр                 | 1 – 1            | Данія                | Відбір до ЧЄ 1996     | -1      |          |
| 26/04/1995 | Копенгаген     | Данія                | 1 – 0            | Північна Македонія   | Відбір до ЧЄ 1996     | -       |          |
| 31/05/1995 | Гельсінкі      | Фінляндія            | 1 – 0            | Данія                | товариський матч      | -       |          |
| 7/06/1995  | Копенгаген     | Данія                | 4 – 0            | Кіпр                 | Відбір до ЧЄ 1996     | -       |          |
| 16/08/1995 | Єреван         | Вірменія             | 0 – 2            | Данія                | Відбір до ЧЄ 1996     | -       |          |
| 6/09/1995  | Брюссель       | Бельгія              | 1 – 3            | Данія                | Відбір до ЧЄ 1996     | -1      |          |
| 11/10/1995 | Копенгаген     | Данія                | 1 – 1            | Іспанія              | Відбір до ЧЄ 1996     | -1      |          |
| 15/11/1995 | Копенгаген     | Данія                | 3 – 1            | Вірменія             | Відбір до ЧЄ 1996     | -1      |          |
| 27/03/1996 | Мюнхен         | Німеччина            | 2 – 0            | Данія                | товариський матч      | -2      |          |
| 24/04/1996 | Копенгаген     | Данія                | 2 – 0            | Шотландія            | товариський матч      | -       |          |
| 2/06/1996  | Копенгаген     | Данія                | 1 – 0            | Гана                 | товариський матч      | -       |          |
| 9/06/1996  | Шеффілд        | Португалія           | 1 – 1            | Данія                | ЧЄ 1996 - 1-й етап    | -1      |          |
| 16/06/1996 | Шеффілд        | Хорватія             | 3 – 0            | Данія                | ЧЄ 1996 - 1-й етап    | -3      |          |
| 19/06/1996 | Шеффілд        | Данія                | 3 – 0            | Туреччина            | ЧЄ 1996 - 1-й етап    | -       |          |
| 14/08/1996 | Гетеборг       | Швеція               | 0 – 1            | Данія                | товариський матч      | -       |          |
| 1/09/1996  | Любляна        | Словенія             | 0 – 2            | Данія                | Відбір до ЧС 1998     | -       |          |
| 9/10/1996  | Копенгаген     | Данія                | 2 – 1            | Греція               | Відбір до ЧС 1998     | -1      |          |
| 9/11/1996  | Копенгаген     | Данія                | 1 – 0            | Франція              | товариський матч      | -       |          |
| 29/03/1997 | Спліт          | Хорватія             | 1 – 1            | Данія                | Відбір до ЧС 1998     | -1      |          |
| 30/04/1997 | Копенгаген     | Данія                | 4 – 0            | Словенія             | Відбір до ЧС 1998     | -       |          |
| 8/06/1997  | Копенгаген     | Данія                | 2 – 0            | Боснія і Герцеговина | Відбір до ЧС 1998     | -       |          |
| 20/08/1997 | Зениця         | Боснія і Герцеговина | 3 – 0            | Данія                | Відбір до ЧС 1998     | -3      |          |
| 10/09/1997 | Копенгаген     | Данія                | 3 – 1            | Хорватія             | Відбір до ЧС 1998     | -1      |          |
| 11/10/1997 | Афіни          | Греція               | 0 – 0            | Данія                | Відбір до ЧС 1998     | -       |          |
| 22/04/1998 | Копенгаген     | Данія                | 0 – 2            | Норвегія             | товариський матч      | -2      |          |
| 28/05/1998 | Мальме         | Швеція               | 3 – 0            | Данія                | товариський матч      | -3      |          |
| 5/06/1998  | Оденсе         | Данія                | 1 – 2            | Камерун              | товариський матч      | -2      |          |
| 12/06/1998 | Ленс           | Саудівська Аравія    | 0 – 1            | Данія                | ЧС 1998 - 1-й етап    | -       |          |
| 18/06/1998 | Тулуза         | ПАР                  | 1 – 1            | Данія                | ЧС 1998 - 1-й етап    | -1      |          |
| 24/06/1998 | Ліон           | Франція              | 2 – 1            | Данія                | ЧС 1998 - 1-й етап    | -2      |          |
| 28/06/1998 | Сен-Дені       | Данія                | 4 – 1            | Нігерія              | ЧС 1998 - 1/8 фіналу  | -1      |          |
| 3/07/1998  | Нант           | Бразилія             | 3 – 2            | Данія                | ЧС 1998 - чвертьфінал | -3      |          |
| 19/08/1998 | Прага          | Чехія                | 1 – 0            | Данія                | товариський матч      | -1      |          |
| 5/09/1998  | Мінськ         | Білорусь             | 0 – 0            | Данія                | Відбір до ЧЄ 2000     | -       |          |
| 10/02/1999 | Стамбул        | Туреччина            | 0 – 1            | Данія                | товариський матч      | -       |          |
| 27/03/1999 | Копенгаген     | Данія                | 1 – 2            | Італія               | Відбір до ЧЄ 2000     | -2      |          |
| 28/04/1999 | Брондбю        | Данія                | 1 – 1            | Аргентина            | товариський матч      | -1      |          |
| 5/06/1999  | Копенгаген     | Данія                | 1 – 0            | Білорусь             | Відбір до ЧЄ 2000     | -       |          |
| 9/06/1999  | Ліверпуль      | Уельс                | 0 – 2            | Данія                | Відбір до ЧЄ 2000     | -       |          |
| 18/08/1999 | Копенгаген     | Данія                | 0 – 0            | Нідерланди           | товариський матч      | -       |          |
| 4/09/1999  | Оденсе         | Данія                | 2 – 1            | Швейцарія            | Відбір до ЧЄ 2000     | -1      |          |
| 8/09/1999  | Неаполь        | Італія               | 2 – 3            | Данія                | Відбір до ЧЄ 2000     | -2      |          |
| 10/10/1999 | Ольборг        | Данія                | 0 – 0            | Іран                 | товариський матч      | -       |          |
| 13/11/1999 | Хайфа          | Ізраїль              | 0 – 5            | Данія                | Відбір до ЧЄ 2000     | -       |          |
| 17/11/1999 | Копенгаген     | Данія                | 3 – 0            | Ізраїль              | Відбір до ЧЄ 2000     | -       |          |
| 29/03/2000 | Лейрія         | Португалія           | 2 – 1            | Данія                | товариський матч      | -2      |          |
| 26/04/2000 | Стокгольм      | Швеція               | 1 – 0            | Данія                | товариський матч      | -1      |          |
| 3/06/2000  | Оденсе         | Данія                | 2 – 2            | Бельгія              | товариський матч      | -2/1    |          |
| 11/06/2000 | Брюгге         | Франція              | 3 – 0            | Данія                | ЧЄ 2000 - 1-й етап    | -3      |          |
| 16/06/2000 | Роттердам      | Данія                | 0 – 3            | Нідерланди           | ЧЄ 2000 - 1-й етап    | -3      |          |
| 21/06/2000 | Льєж           | Чехія                | 2 – 0            | Данія                | ЧЄ 2000 - 1-й етап    | -2      |          |
| 16/08/2000 | Копенгаген     | Данія                | 0 – 0            | Ірландія             | товариський матч      | -       |          |
| 2/09/2000  | Рейк'явік      | Ісландія             | 1 – 2            | Данія                | Відбір до ЧС 2002     | -1      |          |
| 7/10/2000  | Кардіфф        | Уельс                | 1 – 1            | Данія                | Відбір до ЧС 2002     | -1      |          |
| 11/10/2000 | Копенгаген     | Данія                | 1 – 1            | Болгарія             | Відбір до ЧС 2002     | -1      |          |
| 25/04/2001 | Копенгаген     | Данія                | 3 – 0            | Албанія              | товариський матч      | -       |          |
| Усього     |                | Матчів (1 місце)     | 129              |                      | Голів                 | -112/+1 |          |